# Simianides laportei
Simianides laportei is een keversoort uit de familie Callirhipidae. De wetenschappelijke naam van de soort is voor het eerst geldig gepubliceerd in 1846 door Hope.